# LOST('til the night is over)
《LOST('til the night is over)》는 대한민국의 여성 음악 그룹 나인뮤지스의 다섯 번째 미니 음반이다. 2015년 11월 24일에 발매되었다.

## 트랙리스트
| #  | 제목                                       | 작사                                         | 작곡                               | 편곡                               | 재생 시간 |
| -- | ------------------------------------------ | -------------------------------------------- | ---------------------------------- | ---------------------------------- | --------- |
| 1. | 〈a.m. 3:00〉                              |                                              | e.one                              | e.one                              | 1:13      |
| 2. | 〈잠은 안오고 배는 고프고〉                | 용감한 형제                                  | 용감한 형제, 코끼리 왕국           | 용감한 형제, 코끼리 왕국, 이정민   | 3:25      |
| 3. | 〈몰래 (Secret)〉                          | 정창욱, 이혜민                               | 정창욱                             | 정창욱                             | 3:28      |
| 4. | 〈쿵치딱치 (KOONG CHIT DAK CHIT)〉         | 김유석(MonoTree), 추대관(MonoTree), 이유애린 | 김유석(MonoTree), 추대관(MonoTree) | 김유석(MonoTree), 추대관(MonoTree) | 3:10      |
| 5. | 〈TO.MINE〉                                | 문현아 이혜민 박경리 표혜미 박민하           | e.one                              | e.one                              | 3:17      |
| 6. | 〈잠은 안오고 배는 고프고 (Instrumental)〉 |                                              | 용감한 형제, 코끼리 왕국           | 용감한 형제, 코끼리 왕국, 이정민   | 3:25      |

## 평가
아이돌로지의 조성민은 "여성 화자 스스로의 감정선을 따라가고, 스스로의 이야기를 풀어놓는 데에 집중해왔다. 그런 맥락에서 이번 앨범 또한 나인뮤지스가 그동안 사랑받았던 부분을 극대화시킨 점이 돋보인다."라고 평가하였고, 유제상은 "지금 상황에서 나인뮤지스가 무엇을 할 수 있는가를 가장 잘 보여준 EP.", 미묘는 "사뭇 잘 짜여진 음반이다. 음반 전체를 들었을 때 나인뮤지스의 매력은 하나의 완성을 지향한다."라고 긍정적으로 평가하였다. 그러나 돌돌말링은 "막상 열어보니 그저 신파적이었다. 용형과는 첫 작업인데 아직은 좀 더 지켜봐야 할 것 같다."라고 아쉬움을 표현했다.

## 차트 성적
음반 부문에서는 가온 앨범 차트 주간 10위, 월간 24위를 기록하였다. 음원 부문에서는 타이틀곡 <잠은 안오고 배는 고프고>가 가온 디지털 차트 주간 26를 기록하였다.